# Repubblica Dominicana ai Giochi della XX Olimpiade
La Repubblica Dominicana partecipò ai Giochi della XX Olimpiade che si sono svolti a Monaco di Baviera dal 26 agosto all'11 settembre 1972, con una delegazione di cinque atleti che gareggiarono in tre discipline: judo, tiro e sollevamento pesi. Fu la terza partecipazione di questo paese ai Giochi. Non fu conquistata nessuna medaglia.